# François Eynard
Pour les articles homonymes, voir Eynard.
François Eynard, né le 4 août 1874 à Bourg-de-Péage (Drôme) et mort le 24 février 1949 dans la même ville, est un homme politique français.

## Biographie
Fils d'un cordier de Bourg-de-Péage, il fait ses études de médecine à l'université de Lyon.

## Carrière politique
- Conseiller général du canton de Bourg-de-Péage de 1919 à 1940
- Maire de Bourg-de-Péage de 1929 à 1940
- Sénateur de la Drôme de 1939 à 1940, période à laquelle, le 10 juillet 1940, il vote les pleins pouvoirs à Philippe Pétain et à Pierre Laval

## Sources
- « François Eynard », dans le Dictionnaire des parlementaires français (1889-1940), sous la direction de Jean Jolly, PUF, 1960 [détail de l’édition]
- Pierre Miquel, "Les quatre-vingts", Ed. Fayard, 1995,  (ISBN 2-213-59416-3).